# Docosia inspicata
Docosia inspicata är en tvåvingeart som beskrevs av Chandler 1994. Docosia inspicata ingår i släktet Docosia och familjen svampmyggor.
Artens utbredningsområde är Israel. Inga underarter finns listade i Catalogue of Life.